# Mitologia valenciana

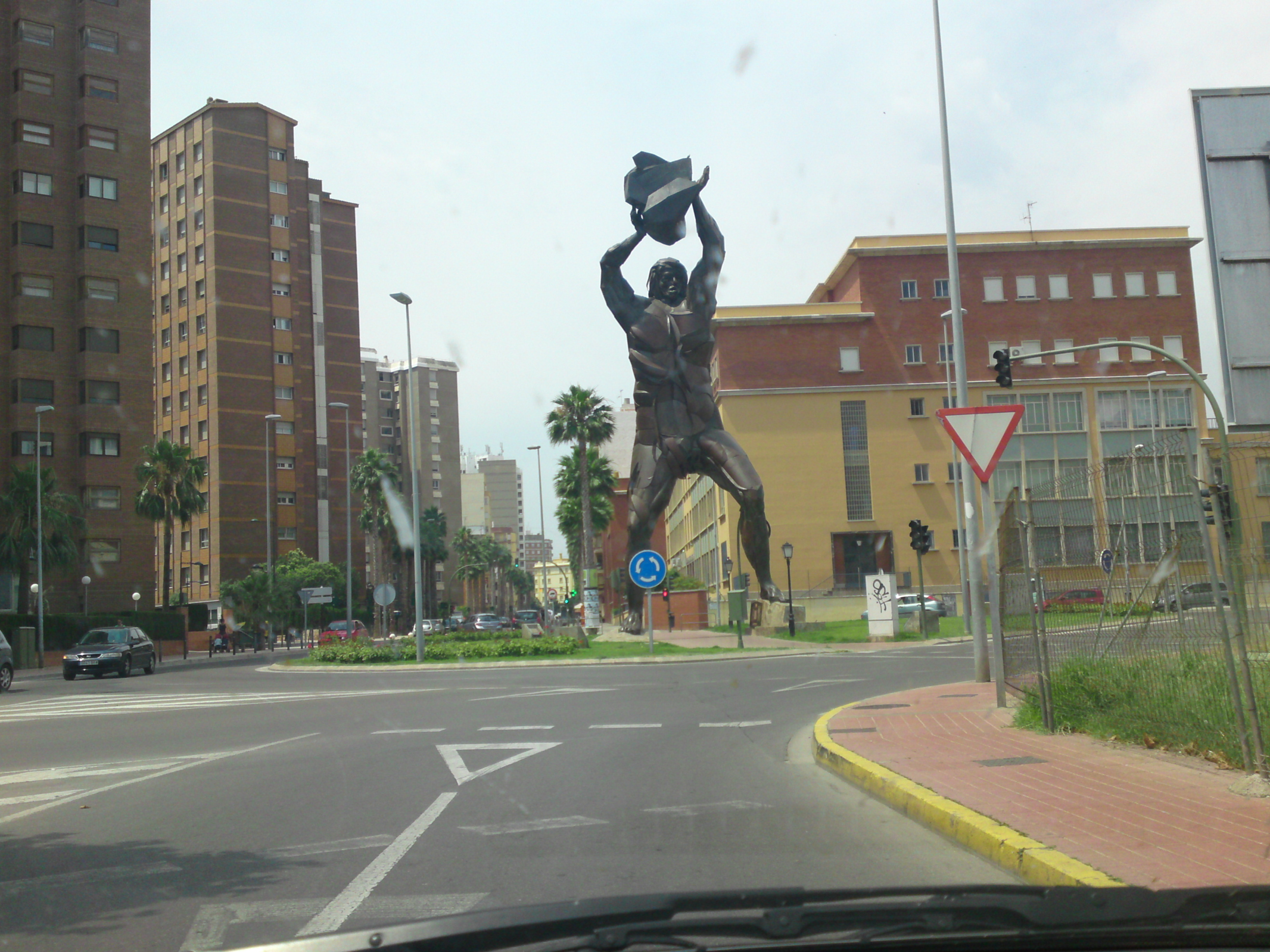
Monument a Tombatossals a Castelló de la Plana

Mitologia valenciana és el llegendari que s'ha explicat durant generacions al País Valencià. Es tracta d'un conjunt d'històries de transmissió oral centrades en personatges singulars o a explicar l'existència de construccions i particularitats locals. Poden ser la transformació de mites europeus similars o bé tradicions pròpies, sovint compartides amb la Mitologia catalana. Com a representació cultural transcendeix els límits fronterers actuals, i és una manifestació més de la cultura valenciana.
La mitologia popular està basada en la por i la necessitat d'explicar el món. Al País Valencià les criatures màgiques reben el nom de bubota, també conegudes com a mumerota i altres noms derivats. Entre el bestiari festiu destaquen els dracs, figures zoomòrfiques de cartó o fusta que caigueren en decadència entre els segles XVIII i xix, sent recuperats durant el segle XX tant a Catalunya com al País Valencià. Són populars a celebracions com el Corpus.